# SV Wacker Burghausen
SV Wacker Burghausen är en fotbollsklubb från Burghausen i Tyskland. Klubben bildades den 13 november 1930.